# Joseph Hardtmuth
Joseph Hardtmuth, född 13 februari 1758, död 23 maj 1816, var en österrikisk industriidkare.
Hardtmuth grundade 1804 en blyertsfabrik i Wien, vilken övertogs av hans söner Louis och Carl Hardtmuth. Företaget kom under firmanamnet L. & C. Hardtmuth att långt in på 1900-talet vara en av världens största tillverkare av blyertspennor med stora fabriker i České Budějovice.